# Байрамаульский сельсовет
Байрамаульский сельсовет — административно-территориальная единица и муниципальное образование со статусом сельского поселения в Хасавюртовском районе Дагестана Российской Федерации.
Административный центр — село Байрамаул.

## История
22 ноября 1928 года 4 сессией ЦИК ДАССР 6 созыва принимается новый проект районирования республики. На его основе было принято постановление о разукрупнении округов и районов и образовании 26 кантонов и 2 подкантонов. Хасавюртовский кантон был образован на части территории бывшего Хасавюртовского округа, переданного в состав ДАССР из Терской области в 1921 году. По новому районированию кантон состоял из 18 сельсоветов, в том числе Байрам-Аульский — Байрамаул, Хункерово.

## Населённые пункты
На территории сельсовета находятся населённые пункты:
1. село Байрамаул
2. село Генжеаул

## Население
| 2002  | 2010  | 2012  | 2013  | 2014  | 2015  | 2016  |
| ----- | ----- | ----- | ----- | ----- | ----- | ----- |
| 3414  | ↗3637 | ↗3679 | ↘3640 | ↗3647 | ↗3677 | ↗3737 |
| 2017  | 2018  | 2019  | 2020  | 2021  | 2023  | 2024  |
| ↗3756 | ↗3808 | ↗3858 | ↗3888 | ↗4295 | ↗4359 | →4359 |
| 2025  |       |       |       |       |       |       |
| ↗4421 |       |       |       |       |       |       |